# Pterolophia basalis
Pterolophia basalis är en skalbaggsart som först beskrevs av Francis Polkinghorne Pascoe 1875.  Pterolophia basalis ingår i släktet Pterolophia och familjen långhorningar. Inga underarter finns listade i Catalogue of Life.